# تلمبة خالقي
تلمبة خالقي (بالإنجليزية: Tolombeh-ye Khaleqi)‏ هي مستوطنة تقع في Howmeh Rural District في إيران.